# Анкоридж (Кентуккі)
Анкоридж (англ. Anchorage) — місто (англ. city) в США, в окрузі Джефферсон штату Кентуккі. Населення — 2500 осіб (2020).

## Географія
Анкоридж розташований за координатами 38°16′11″ пн. ш. 85°32′15″ зх. д. / 38.26972° пн. ш. 85.53750° зх. д. (38.269786, -85.537633).  За даними Бюро перепису населення США в 2010 році місто мало площу 7,69 км², з яких 7,66 км² — суходіл та 0,03 км² — водойми.

## Демографія
Згідно з переписом 2010 року, у місті мешкало 2348 осіб у 754 домогосподарствах у складі 670 родин. Густота населення становила 305 осіб/км².  Було 804 помешкання (105/км²).
Расовий склад населення:
| - 94,9 % — білих - 2,1 % — азіатів - 1,4 % — чорних або афроамериканців |

До двох чи більше рас належало 0,8 %. Частка іспаномовних становила 1,5 % від усіх жителів.
За віковим діапазоном населення розподілялося таким чином: 33,2 % — особи молодші 18 років, 55,6 % — особи у віці 18—64 років, 11,2 % — особи у віці 65 років та старші. Медіана віку мешканця становила 43,6 року. На 100 осіб жіночої статі у місті припадало 100,5 чоловіків;  на 100 жінок у віці від 18 років та старших — 96,6 чоловіків також старших 18 років.
Середній дохід на одне домашнє господарство  становив 231 859 доларів США (медіана — 160 000), а середній дохід на одну сім'ю — 255 920 доларів (медіана — 184 808). Медіана доходів становила 128 942 долари для чоловіків та 72 614 долари для жінок. За межею бідності перебувало 5,1 % осіб, у тому числі 3,7 % дітей у віці до 18 років та 4,3 % осіб у віці 65 років та старших.
Цивільне працевлаштоване населення становило 986 осіб. Основні галузі зайнятості: освіта, охорона здоров'я та соціальна допомога — 32,3 %, науковці, спеціалісти, менеджери — 16,0 %, фінанси, страхування та нерухомість — 14,4 %.